# سد کارون ۳
سد کارون ۳، یکی از مهم‌ترین سدها بر روی رودخانه بر روی رودخانه کارون و دومین سد بزرگ بر روی این رود است که در ۱۹ کیلومتری شهر دهدز و ۳۶ کیلومتری شهر ایذه در مرز استان خوزستان و چهارمحال و بختیاری قرار دارد. این سد با هدف کنترل سیلاب‌های فصلی، تامین آب شرب و کشاورزی و تولید برق ساخته شده‌ است. نیروگاه این سد با تولید سالیانه ۴۱۷۲ میلیون کیلووات ساعت انرژی برق آبی بزرگ‌ترین نیروگاه برق‌آبی کشور ایران است.
ارتفاع بدنه سد ۲۰۵ متر و حجم مخزن آن ۳ میلیارد متر مکعب است. عملیات اجرایی ساخت این سد در سال ۱۳۷۳ آغاز و در سال ۱۳۸۳ به پایان رسیده‌. از زمان آبگیری سد کارون ۳ تاکنون بیش از ۸ سیلاب با دبی آب بیش از ۲۰۰۰ مترمکعب بر ثانیه توسط این سد مهار شده‌است که از آن جمله می‌توان به دو سیلاب ۶۵۰۰ و یک سیلاب ۴۳۰۰ مترمکعب بر ثانیه اشاره کرد.
دریاچه سد کارون ۳ جاده قدیمی شهرکرد-اهواز را به زیر آب می‌برد، لذا در طرح این سد پروژه جانبی ساخت جاده جایگزین شهرکرد-اهواز از روی دریاچه سد اجرا شد که در آن ۷ کیلومتر جاده، سه رشته تونل و دو دهنه پل به طول عرضه ۳۳۶ و ۲۱۴ متر بر روی دریاچه سد ساخته شد. پل بزرگ کارون۳ با دهانه ۲۶۴ متر دارای طویل‌ترین دهانه پل در ایران است که توسط ماشین‌سازی اراک ساخته شده‌است.

## اهداف طرح
- کنترل سیلاب‌های فصلی رودخانه کارون.
- بالا بردن قدرت تنظیم آب برای مصارف شرب و کشاورزی.
- تولید انرژی برق‌آبی.[۲]

## ویژگی‌های شاخص سد کارون ۳
- بیشترین حجم بتن‌ریزی در بدنه سدهای دوقوسی کشور؛
- بیشترین حجم حفاری و تزریق در ایران و سومین در جهان؛
- دارای بزرگ‌ترین مغار نیروگاه در کشور و از جمله ده مغار بزرگ نیروگاهی جهان؛
- بزرگ‌ترین حوضچه استغراق در کشور؛ و
- احداث بزرگ‌ترین پل فلزی زیر قوسی، و بزرگ‌ترین پل کابلی کشور (در زمان افتتاح).[۲][۳]

## فعالیت‌های طرح در حوزه توسعه منطقه‌ای
- احداث بخشی از راه شهرکرد به اهواز، سه دهانه تونل و دو دستگاه پل عظیم؛
- شناسایی بخشی از میراث فرهنگی منطقه حین طرح نجات بخشی طرح کارون۳؛
- احداث یک باب مدرسه و تکمیل چند باب مدرسه دیگر؛
- احداث ساختمان مرکز بهداشت شهری دهدز؛
- احداث ساختمان فرمانداری دزپارت؛
- جابه‌جایی مرقد امامزاده شهپر و بنای بارگاه جدید برای امامزاده؛
- احداث ۱۷ کیلومتر جاده سادات به بارز
- بهسازی بخشی از معابر شهری و روستایی منطقه.[۲]

## اثرات اقتصادی، اجتماعی و فرهنگی
در طول دوران ساخت سد کارون ۳، نیروهای شاغل در کارگاه ساخت سد در زمان اوج فعالیت‌ها نزدیک به ۷ هزار نفر بوده‌اند. این در حالی است که فرصت‌های مستقیم و غیر مستقیم ایجاد شده در فرآیند ساخت این سد بالغ بر ۲۲ هزار نفر بوده‌است.

## نیروگاه کارون۳
در کنار این سد، نیروگاه کارون ۳ قرار دارد که یک نیروگاه زیرزمین است. ظرفیت تولید برق نصب شده در نیروگاه ۲۲۸۰ مگاوات است و سالانه در حدود ۴۱۷۲ میلیون کیلووات ساعتبرق مورد نیاز ایران را در زمان اوج مصرف تأمین می‌نماید. این نیروگاه از زمان بهره‌برداری در اسفند ماه سال ۱۳۸۳ تا پایان سال ۱۳۸۶ توانسته ۱۱۳۸۲ میلیون کیلووات ساعت انرژی برق تولید کند.

## ابزار دقیق
در کارگاه کارون ۳ از تجهیزات ابزار دقیق متنوعی جهت رفتار نگاری سازه‌های مختلف مورد استفاده قرار گرفته‌است. برخی از این ابزار دقیق در زمان اجرا، نصب و مورد بهره‌برداری قرار گرفتند. از این جمله ترموکوپل، ترمومتر، درزسنج و شیب‌سنج‌های بدنه سد و همچنین اکستنسومتر، نیروسنج و پین‌های همگرائی در مجموعه نیروگاه است. سایر تجهیزات ابزار دقیق بدنه سد همگام با پیشرفت پروژه و با توجه به پیش‌نیازهای مربوط به طرح، قبل از آبگیری مخزن نصب و قرائت صفر آن‌ها انجام شده‌است. قرائت این ابزار در دوره آبگیری بسیار فشرده بوده و کلیه ابزار به‌صورت روزانه قرائت می‌شوند.
ابزار دقیق بدنه سد شامل شیب‌سنج، پاندول، ترمومتر، درزه‌سنج، پیزومترهای الکتریکی و کاساگرانده، فشار برخاستی و اکستنسومترها است که از شرکت سوئیسی «هوگنبرگر» خریداری شده‌است. در حال حاضر تمامی ابزار دقیق نصب شده در بدنه سد، رفتار بدنه و تکیه‌گاه‌ها و پرده آب‌بند را به‌خوبی مانیتور می‌کند.

## نگارخانه

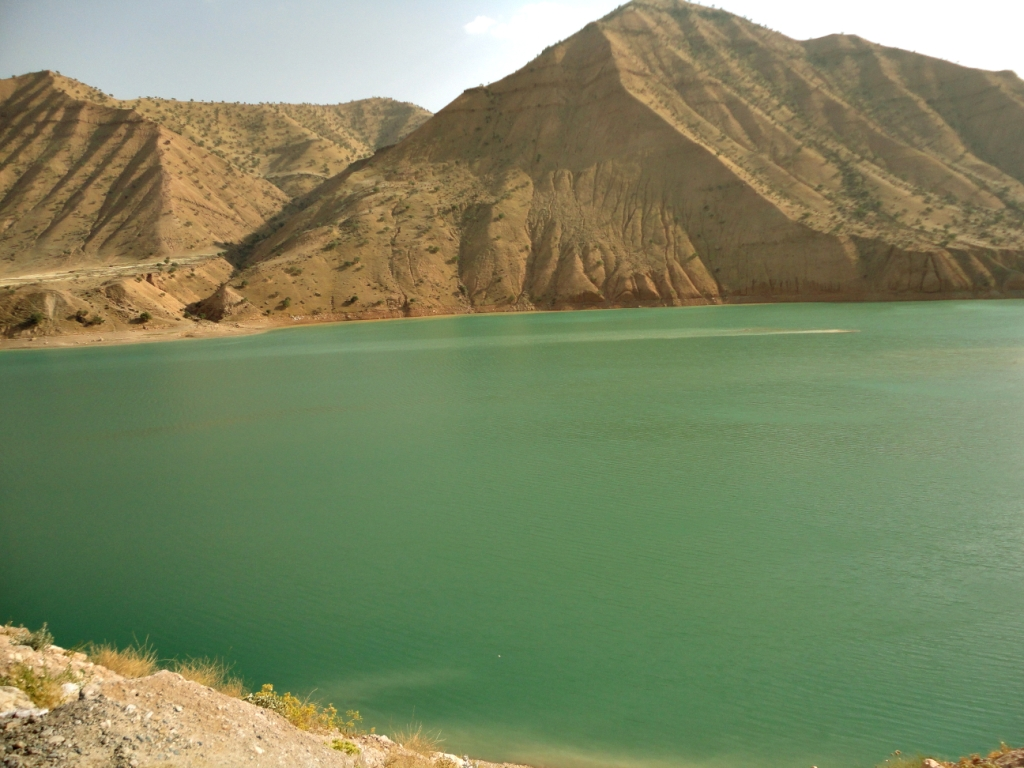
دریاچه سد
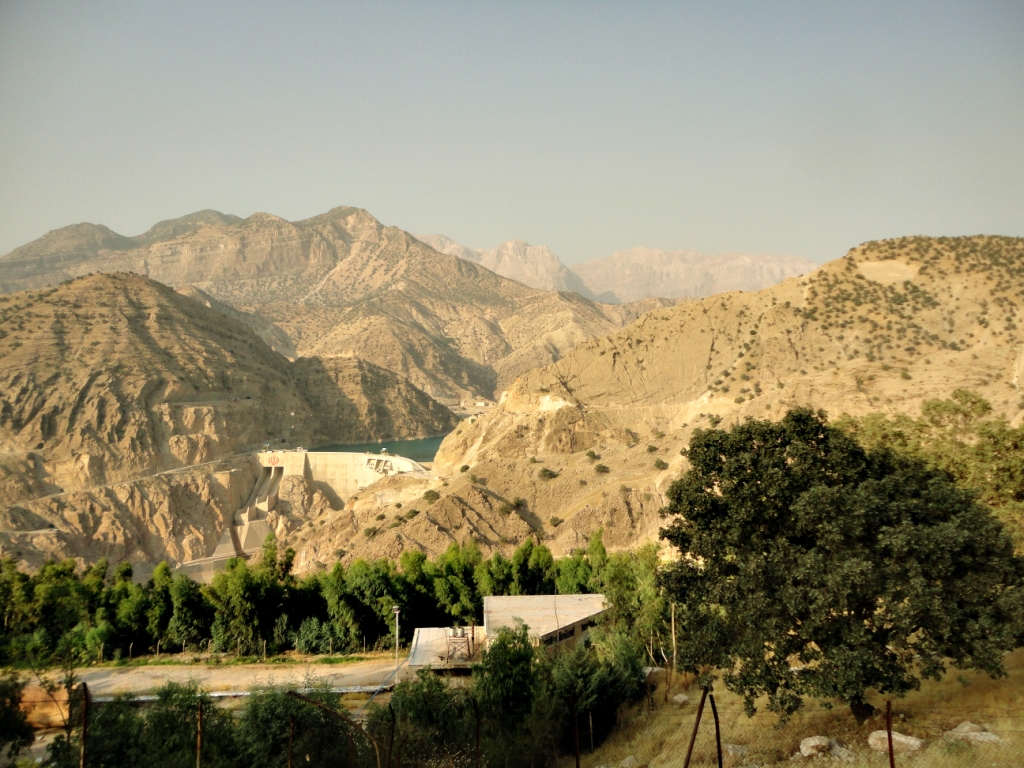
نمایی سد از موزه کارون
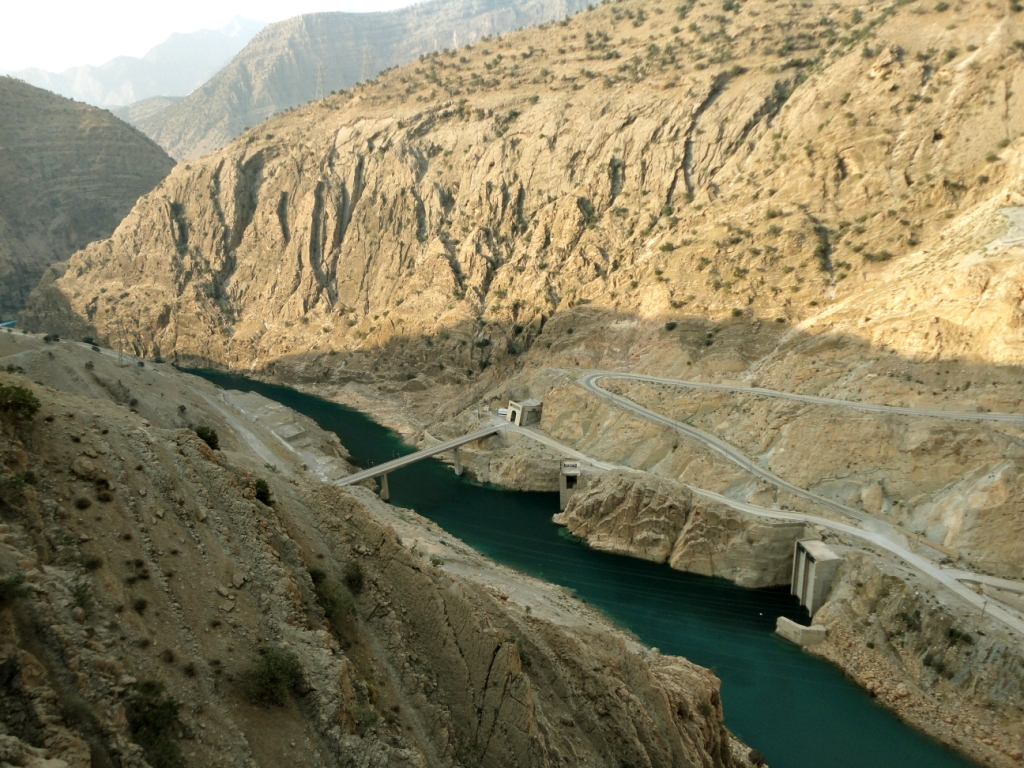
کارون ۳
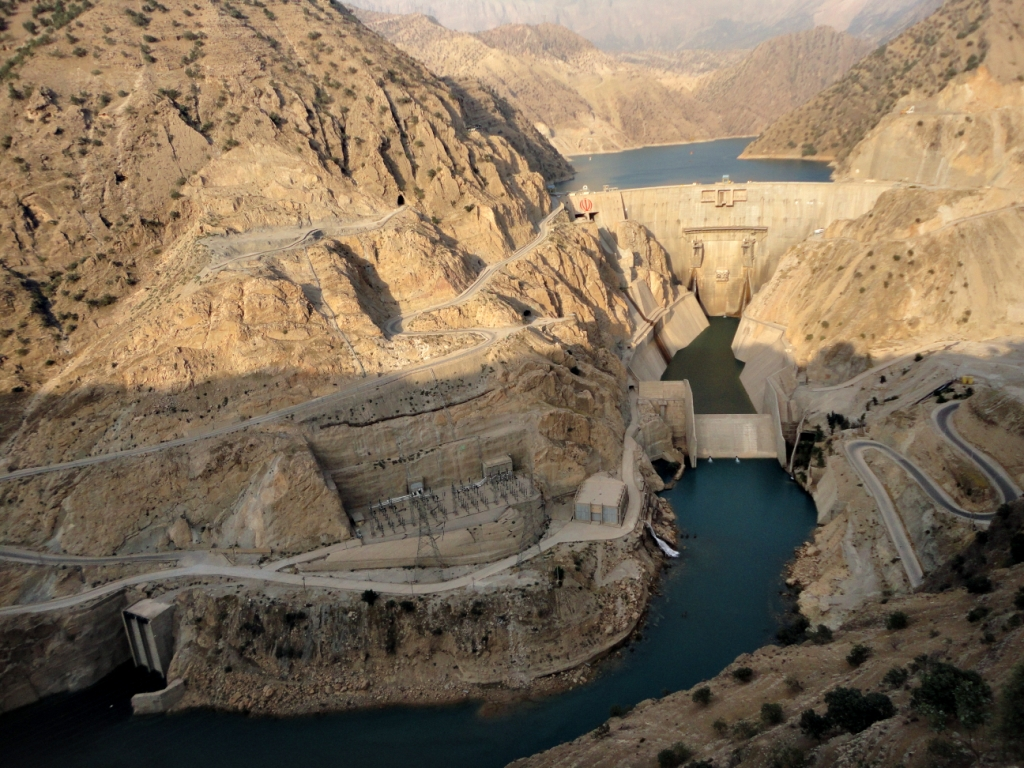
کارون ۳
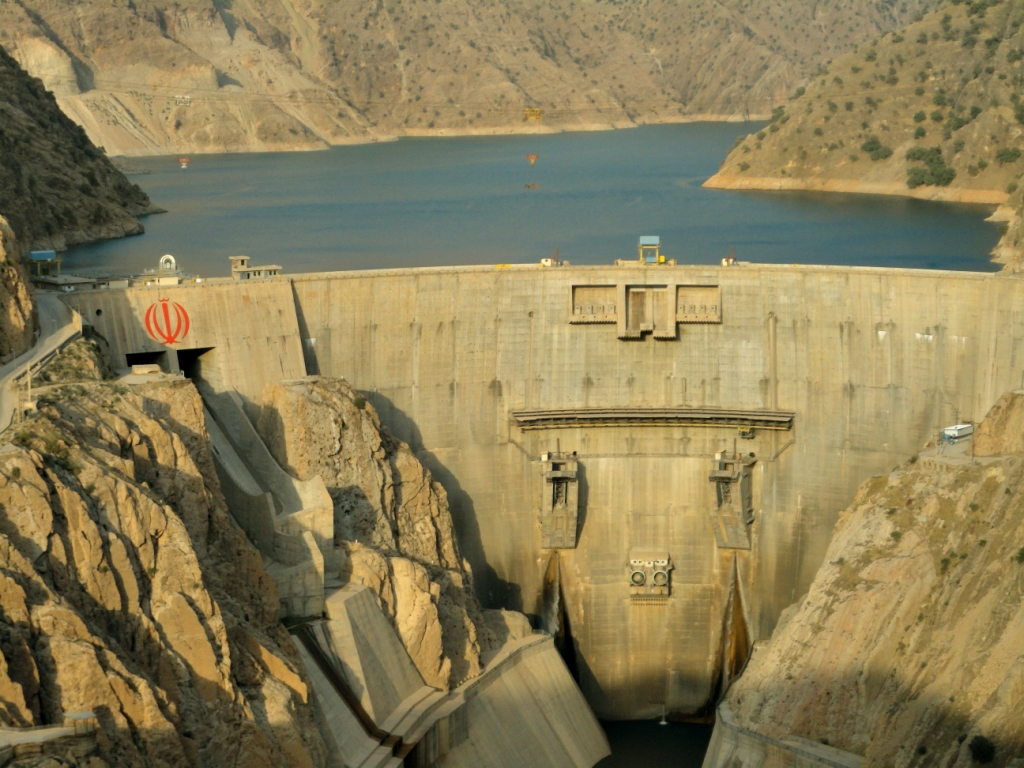